# Swahilimus
De Swahilimus (Passer suahelicus) is een zangvogel uit de familie van mussen (Passeridae).

## Verspreiding en leefgebied
Deze soort komt voor in oostelijk Afrika, met name van zuidelijk Kenia tot westelijk Tanzania, Malawi en noordwestelijk Mozambique.